# Aska och diamanter
Aska och diamanter (polska: Popiół i diament) är en polsk film från 1958 i regi av Andrzej Wajda. Filmen bygger på romanen med samma namn av Jerzy Andrzejewski och brukar räknas som ett av polsk films mästerverk. Handlingen kretsar kring de två antikommunistiska motståndsmännen Maciek och Andrzej och deras plan på att mörda kommissarien Szczuka.

## Rollista (i urval)
- Zbigniew Cybulski - Maciek Chełmicki
- Ewa Krzyżewska - Krystyna
- Wacław Zastrzeżyński  - Szczuka
- Adam Pawlikowski - Andrzej
- Bogumił Kobiela - Drewnowski
- Jan Ciecierski - Portier
- Stanisław Milski - Pieniążek
- Artur Młodnicki - Kotowicz
- Halina Kwiatkowska - Staniewiczowa